# Condado de DeKalb (Illinois)
O Condado de DeKalb é um dos 102 condados do Estado americano de Illinois. A sede de condado é Sycamore, e sua maior cidade é Dekalb. O condado tem uma área de 1645 km² (dos quais 2 km² estão cobertos por água), uma população de 88 969 habitantes, e uma densidade populacional de 54 hab/km² (segundo o censo nacional de 2000). O condado foi fundado em 14 de março de 1837 e o seu nome é uma homenagem a Johann de Kalb (1721-1780), militar alemão que foi major-general no Exército Continental durante a Guerra da Independência dos Estados Unidos.